# Numba
Numba és un compilador JIT de codi obert que tradueix un subconjunt de Python i NumPy en codi de màquina ràpid mitjançant LLVM, mitjançant el paquet llvmlite Python. Ofereix una sèrie d'opcions per paral·lelitzar el codi de Python per a CPU i GPU, sovint amb només canvis de codi menors.
Numba va ser iniciat per Travis Oliphant el 2012 i des de llavors ha estat en desenvolupament actiu al seu repositori a GitHub amb llançaments freqüents. El projecte està impulsat per desenvolupadors d'Anaconda, Inc., amb el suport de DARPA, la Fundació Gordon i Betty Moore, Intel, Nvidia i AMD i una comunitat de col·laboradors a GitHub.

## Exemple
Numba es pot utilitzar simplement aplicant el decorador numba.jit a una funció de Python que fa càlculs numèrics:
```
import
 
numba

import
 
random

@numba
.
jit

def
 
monte_carlo_pi
(
n_samples
:
 
int
)
 
->
 
float
:

 
"""Monte Carlo"""

 
acc
 
=
 
0

 
for
 
i
 
in
 
range
(
n_samples
):

 
x
 
=
 
random
.
random
()

 
y
 
=
 
random
.
random
()

 
if
 
(
x
**
2
 
+
 
y
**
2
)
 
<
 
1.0
:

 
acc
 
+=
 
1

 
return
 
4.0
 
*
 
acc
 
/
 
n_samples

```

La compilació just-in-time es fa de manera transparent quan es crida la funció:
```
>>> 
monte_carlo_pi
(
1000000
)

3.14

```

El lloc web de Numba conté molts més exemples, així com informació sobre com obtenir un bon rendiment de Numba.

## Suport GPU
Numba pot compilar funcions de Python al codi GPU. Inicialment hi ha dos backends disponibles:
- Nvidia CUDA, vegeu numba.pydata.org/numba-doc/dev/cuda
- AMD ROCm HSA, vegeu numba.pydata.org/numba-doc/dev/roc

Des de la versió 0.56.4, AMD ROCm HSA s'ha traslladat oficialment a l'estat sense manteniment i s'ha creat un taló de repositori separat per a això.